# 张兵
张兵（1966年4月—），中华人民共和国政治人物。1985年4月加入中共，1990年8月参加工作，研究生学历，管理学博士。

## 生平
早年毕业于杭州大学（今浙江大学）心理系工业心理学专业，后留校攻读本专业研究生。毕业后任共青团浙江省委学校部科员、省学联副秘书长。1992年挂职任温州市瓯海区梧埏镇镇长助理。1994年进入共青团浙江省委组织部工作，历任主任科员、副部长，共青团浙江省委常委、青农部部长，共青团浙江省委常委、办公室主任，共青团浙江省委副书记、党组成员、省青联副主席、省少工委主任等职。2018年2月，任中共丽水市委书记，7月改任中共嘉兴市委书记。2018年2月24日，当选为第十三届全国人大代表。2022年9月，不再担任中共嘉兴市委书记，当选为中共二十大代表，但并未出现在最终名单，原因不明。之后没有任何报道和新职务。